# Distretto di Sanzhi
Il distretto di Sanzhi (三芝區S, Sānzhī QūP) è un distretto di Taiwan nella municipalità di Nuova Taipei.